# Bradea
Bradea é um género botânico pertencente à família Rubiaceae.